# حسن العذاري (سياسي)
حسن عبد فياض موسى العذاري (مواليد 1974) سياسي عراقي. فاز بعضوية مجلس النواب العراقي عن الدائرة الأولى في محافظة النجف ضمن انتخابات 2021، ومثل رئيساً للكتلة الصدرية في البرلمان بأمر من السيد مقتدى الصدر.

## السيرة الذاتية
ولد في بغداد عام 1974. تخرج عام 1994 من جامعة بغداد وحصل على ماجستير في العلوم السياسية. التحق بأروقة الحوزة العلمية في النجف عام 1995، وكان من تلاميذ السيد محمد محمدصادق الصدر، وارتدى العمامة عام 1997. بعد الاحتلال الأمريكي تقلَّد مناصب دينية وتنظيمية واجتماعية، منها إدارة مكتب السيد محمد محمد صادق الصدر في ديالى، وعضوية لجنة الإشراف والإدارة في محافظة النجف (2007–2011)، ثم عُيّن سكرتيرًا شخصيًا للسيد مقتدى الصدر عام 2014.

## العمل السياسي
عُيّن رئيسًا للكتلة الصدرية بعد فوز التيار الصدري بـ75 مقعدًا في البرلمان.

### انسحاب الكتلة الصدرية من جلسات البرلمان
أعلن العذاري في 5 شباط/ فبراير 2022 انسحاب الكتلة الصدرية من جلسة مجلس النواب الخاصة بانتخاب رئيس الجمهورية وتجميد مفاوضات تشكيل الحكومة تنفيذيًا لتوجيه مقتدى الصدر.

### استقالة نواب الكتلة الصدرية
في 12 حزيران/يونيو 2022 دعا مقتدى الصدر العذاري لتقديم استقالات أعضاء الكتلة الصدرية (75 نائبًا) إلى رئاسة البرلمان كخطوة «تضحية من أجل الوطن»، ولم تُحسم إجراءات اعتمادها حتى الآن.